# Adam Johansson
Adam Johansson (ur. 21 lutego 1983 w Jönköping) – piłkarz szwedzki grający na pozycji lewego obrońcy.

## Kariera klubowa
Johansson jest wychowankiem klubu Slottsskogen/Godhem IF. Następnie trenował w Azalea/Kungsladugård, a w 2002 roku został zawodnikiem pierwszego składu Västra Frölunda IF, grającej w drugiej lidze szwedzkiej. Na koniec 2002 roku był bliski awansu z tym klubem do pierwszej ligi, jednak Västra Frölunda przegrała baraż o awans z IFK Göteborg (1:1, 0:2). Johansson grał w Västra Frölunda do końca 2004 roku.
Na początku 2005 roku Johansson przeszedł do IFK Göteborg. 17 kwietnia 2005 zadebiutował w pierwszej lidze w przegranym 0:3 domowym spotkaniu z Assyriska FF. W swoim pierwszym sezonie spędzonym w IFK wywalczył wicemistrzostwo kraju. Natomiast w 2007 roku po raz pierwszy w karierze został mistrzem kraju, a także wystąpił w przegranym 0:3 finale Pucharu Szwecji z Kalmar FF. Na początku 2008 roku wygrał z IFK Superpuchar Szwecji, a na koniec roku zdobył swój pierwszy krajowy puchar, dzięki zwycięstwu w serii rzutów karnych z Kalmar. W 2009 roku wywalczył z zespołem wicemistrzostwo Szwecji.
W 2012 roku Johannson podpisał kontrakt z amerykańskim Seattle Sounders FC. W MLS zadebiutował 18 marca 2012 roku w wygranym 3:1 pojedynku z Toronto FC. W 2013 roku wrócił do IFK Göteborg.
| Sezon | Klub                | Kraj              | Rozgrywki   | Mecze | Bramki |
| ----- | ------------------- | ----------------- | ----------- | ----- | ------ |
| 2002  | Västra Frölunda IF  | Szwecja           | Superettan  | 29    | 1      |
| 2003  | Västra Frölunda IF  | Szwecja           | Superettan  | 13    | 0      |
| 2004  | Västra Frölunda IF  | Szwecja           | Superettan  | 24    | 0      |
| 2005  | IFK Göteborg        | Szwecja           | Allsvenskan | 13    | 0      |
| 2006  | IFK Göteborg        | Szwecja           | Allsvenskan | 18    | 0      |
| 2007  | IFK Göteborg        | Szwecja           | Allsvenskan | 24    | 0      |
| 2008  | IFK Göteborg        | Szwecja           | Allsvenskan | 19    | 0      |
| 2009  | IFK Göteborg        | Szwecja           | Allsvenskan | 13    | 0      |
| 2010  | IFK Göteborg        | Szwecja           | Allsvenskan | 27    | 1      |
| 2011  | IFK Göteborg        | Szwecja           | Allsvenskan | 15    | 0      |
| 2012  | Seattle Sounders FC | Stany Zjednoczone | MLS         | 21    | 0      |
| 2013  | IFK Göteborg        | Szwecja           | Allsvenskan | 27    | 0      |

## Kariera reprezentacyjna
W latach 2003–2005 Johansson rozegrał 13 spotkań w reprezentacji Szwecji U-21. W dorosłej reprezentacji Szwecji zadebiutował 25 stycznia 2009 roku w przegranym 2:3 towarzyskim spotkaniu ze Stanami Zjednoczonymi. Od tego czasu jest podstawowym zawodnikiem drużyny narodowej, także w eliminacjach do Mistrzostw Świata w RPA.